# عبر (رصد)

تعديل مصدري - تعديل

عبر هي إحدى قرى عزلة القارة بمديرية رصد التابعة لمحافظة أبين، بلغ تعداد سكانها 254 نسمة حسب تعداد اليمن لعام 2004.